# سبيل تقليدي متمم

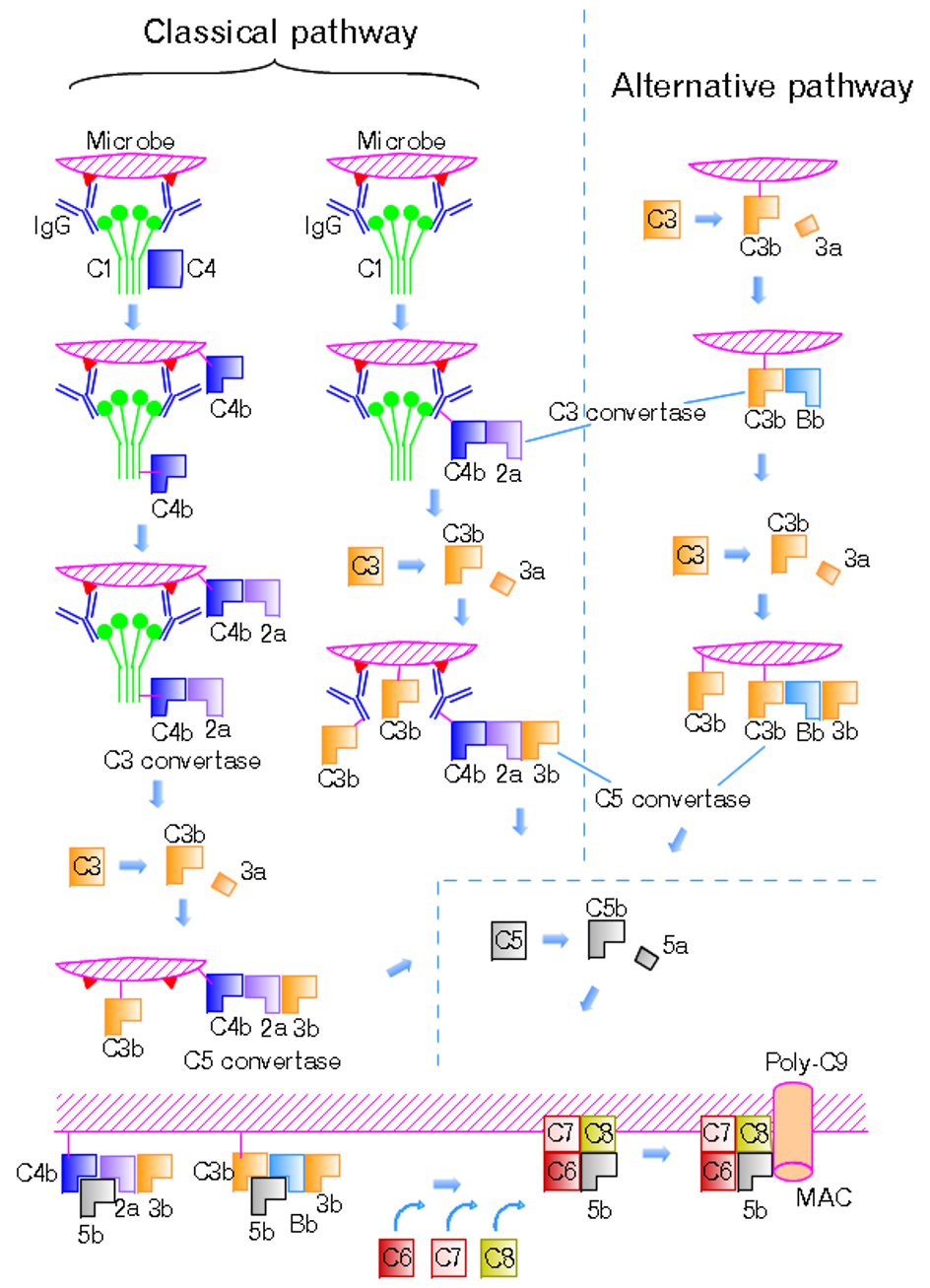
السبل التقليدية والبديلة مع البروتينات المقابلة ل.

السبيل التقليدي المتمم هو أحد السبل الثلاثة التي تفعل جملة المتممة التي تشكل جزءًا من الجهاز المناعي. يبدأ السبيل التقليدي بمعقدات الضد-مستضد والغلوبولينات المناعية من النمط الأسوي، الغلوبولين المناعي ج (آي جي جي) والغلوبولين المناعي م (آي جي إم).
بعد التفعيل، تعمل مجموعة من البروتينات على إنتاج كونفيرتاز C3 (C4b2b، وتاريخيًا C4b2a)، الذي يشطر البروتين C3. يرتبط مكون C3b من البروتين C3 المنشطر بكونفيرتاز C3 (C4b2b) من أجل إنتاج كونفيرتاز C5 (C4b2b3b)، الذي يشطر البروتين C5. تجذب المركبات المنشطرة الخلايا البلعمية إلى موقع الإصابة وتقوم بوسم الخلايا المستهدفة التي يجب إزالتها بعملية البلعمة. بالإضافة لذلك، يحفز كونفيرتاز C5 على بدء الطور النهائي من جملة المتممة، ما يؤدي لتجمع معقد الهجوم الغشائي (إم إيه سي). يصنع معقد الهجوم الغشائي مسامًا على غشاء الخلايا المستهدفة، ويحث على انحلال الخلية وموتها.
يفعل السبيل التقليدي المتمم أيضًا من قبل الخلايا المستماتة، والخلايا النخرية، وبروتينات الطور الحاد.

## شلال المتممة

البسيل المتمم التقليدي المؤدي إلى شلال متمم يتشاركه مع السبيل البديل.

يتميز السبيل التقليدي عن غيره من سبل المتممة بمحدثات تفعيله المميزة وطريقة تسلسل شلال المتممة الخاص به. يُتبع تفعيل السبل المتممة من خلال السبيل التقليدي أو البديل أو اللكتيني بشلال من التفاعلات التي تؤدي في نهاية الأمر لإطلاق معقد الهجوم الغشائي.

### البدء
يبدأ السبيل التقليدي المتمم بارتباط معقد الضد-مستضد بالبروتين C1q. تميز المناطق الكروية من C1q المنطقة Fc من الضد الأسوي للغلوبولين المناعي (ج) أو (م) وترتبط به. وقد ترتبط أيضًا هذه المناطق الكروية من C1q ببروتينات سطح الجراثيم والفيروسات، والخلايا المستماتة، وبروتينات الطور الحاد. بغياب عوامل التفعيل هذه، تعتبر C1q جزء من معقد C1 غير الفعال والمؤلف من ستة جزيئات من C1q، وجزيئين من C1r، وجزيئين من C1s.

### تشكل كونفيرتاز C3
يؤدي ارتباط C1q لتغيرات تشكيلية ولتفعيل بروتياز السيرين C1r. ينشطر C1r المفعل فيما بعد ويفعل بروتياز السيرين C1s. يشطر C1s المفعل كل من C4 إلى C4a وC4b، وC2 إلى C2a وC2b. تقوم الشدفات الكبرى C4b وC2b بتشكيل C4b2b (وفقًا للمصطلحات القديمة، C2a وC4b2a)، وهو كونفيرتاز C3 في السبيل التقليدي. يقوم كونفيرتاز C3 بعد ذلك بشطر C3 إلى C3a وC3b. وبينما يتفاعل ذيفان التآقي C3a مع مستقبله C3a (C3aR) لجذب الكريات البيضاء، يساهم C3b باستكمال تفعيل جملة المتممة.

### تشكل كونفيرتاز C5 ومعقد الهجوم الغشائي
يرتبط C3b بكونفيرتاز C3 (C4b2b)، ليشكل كونفيرتاز C5 (C4b2b3b). يقوم كونفيرتاز C5 بعد ذلك بشطر C5 إلى C5a وC5b. يتفاعل ذيفان التآقي C5a (تمامًا كما في C3a) مع مستقبله C5a (C5aR) لجذب الكريات البيض. تشكل التفاعلات المتسلسلة بين C5b والمكونات النهائية الأخرى C6، وC7، وC8، وC9 معقد الهجوم الغشائي أو معقد C5b-9 الذي يشكل مسامًا على أغشية الخلايا المستهدفة من أجل الانحلال.

## الأهمية السريرية
يتداخل السبيل التقليدي المتمم في عدد من الأمراض المتعلقة بالممرضات بسبب دوره في تنشيط الجهاز المناعي. جملة المتممة مسؤولة عن الاستجابة المناعية الالتهابية في الأنسجة الشحمية التي تؤثر على تطور البدانة. تنشط البدانة بدورها في مستوياتها المرتفعة بشكل غير طبيعي جملة المتممة بإنتاج مكون C1 في السبيل التقليدي، ما يؤدي لالتهاب النسيج ومقاومة الأنسولين في نهاية الأمر، ومع ذلك، ما زالت الآلية ذاتها التي تسبب ذلك غير معروفة.
طُورت معالجات مناعية لكشف وتدمير الخلايا المصابة بفيروس العوز المناعي البشري عبر تفعيل السبيل التقليدي المتمم. تشمل هذه العملية صنع ببتيدات تخليقية تستهدف المناطق المحمية ببروتينات الإيدز الخاصة وحث استجابة ضد مناعية خاصة من خلال الغلوبولينات المناعية ج (آي جي جي). يعتبر ذلك مهمًا في استهداف الفيروس في طوره داخل الخلوي لكي تستطيع الأضداد الخاصة بالببتيدات التخليقية إطلاق السبيل التقليدي المتمم والحث على موت الخلايا المصابة بالإيدز.
يقاوم السبيل التقليدي المتمم أيضًا العنقوديات المذهبة المقاومة للميتيسلين. وجُدت متغيرات معينة خاصة بالغلوبولين المناعي م (آي جي إم) تستطيع ربط العنقوديات المذهبة المقاومة للميتيسلين بالإضافة لدورها الأساسي في تفعيل المتممة من خلال السبيل التقليدي وتحطيم الجراثيم الذي يتبع ذلك. أثبتت فعالية المعالجات التي تستخدم تفعيل السبيل المتمم التقليدي في استهداف وقتل الخلايا السرطانية ومهاجمة الأورام. أثبت دور تاكيبليسن (Tachyplesin)، ببتيد صغير، في إظهار هذه التأثيرات. إذ يحفز جذب C1q وتنشيط حدثيات الشلال عند حقنه في النسيج المستهدف، ما يؤدي في نهاية الأمر لتشكل معقد C5b-9 الذي يؤذي الخلايا الورمية ويقتلها.
يؤدي عدم انتظام السبيل التقليدي المتمم الناجم عن عوز مثبط C1 لحدوث وذمات وعائية نوبية. قد يكون عوز مثبط C1 وراثيًا أو مكتسبًا، مسببًا وذمة وعائية وراثية أو مكتسبة. يلعب مثبط C1 دورًا هامًا في إلغاء تفعيل C1r وC1s من أجل إيقاف تفعيل شلال المتممة في السبيل التقليدي. يتحكم مثبط C1 في العمليات التي تشمل المحافظة على النفوذية الوعائية. ونتيجةً لذلك، تؤدي المستويات المنخفضة من مثبط C1 لأقل من 50% من المستوى القياسي لارتفاع النفوذية الوعائية، التي تتظاهر بالوذمة الوعائية. تمت الموافقة على استخدام مثبط C1 الخاص بالبلازما البشرية سينرايز (Cinryze) في عام 2008 من أجل منع هجمات الوذمات الوعائية الوراثية.
يؤدي عوز بروتين C1q في السبيل التقليدي المتمم لتطور ذئبة حمامية جهازية. من بين العديد من وظائف C1q، يحثC1q على تصفية المعقدات المناعية والخلايا المستماتة عبر تفعيل السبيل التقليدي وارتباطه المباشر بالبلاعم. وبذلك، تتظاهر الذئبة الحمامية الجهازية الناجمة عن الكميات غير الكافية من C1q بتراكم الأضداد الذاتية والخلايا المستماتة. تبحث الدراسات في الأضداد الموجهة ضد C1q كعلامة تشخيصية للذئبة الحمامية الجهازية.